# Сими
Сими (грчки грч. ) је једно од острва у групацији Додеканеза у крајње источној Грчкој. Управно острво припада округу Родос у оквиру Периферији Јужни Егеј, где са околним острвцима и хридима чини посебну општину. Главно место на острву и седиште истоимене општине је градић Сими.

## Природни услови
Сими је једно од острва Додеканеза најближих обали Турске, око 10 km. Најближе значајније острво је Родос на око 20 km ка југу. Острво је мало, планинско и каменито. Обала острва је прилично разуђена са бројним малим заливима и скривеним плажама.
Клима Симија је средоземна са дугим, сушним летима и благим и кишовитим зимама. Недостатак воде је значајно ограничење, али близина копна омогућава постојање значајних извора подземне воде, што умањује ову тешкоћу. Биљни и животињски свет су особени за ову климу, а од гајених култура доминирају маслина и винова лоза.

## Историја
Сими је насељен још током праисторије. Током старе Грчке Сими се прво спомиње у Хомеровој Илијади. После тога острвом је владао стари Рим, а затим и Византија, после тога Арабљани. 1204. г. после освајања Цариграда од стране Крсташа Сими потпада под власт Млечана, а затим од 1373. г. под витезове Малтешког реда, под којима остаје до 1522. г., када нови господар постаје османско царство. Становништво Симија је задржало привилегија под новом влашћу, али се није мирило са страним господаром. Због тога је било укључено у Грчки устанак 20-их година 19. века, али није било прикључено новооснованој Грчкој. 1912. г. Сими запоседа Италија, која га губи после Другог светског рата. Током 20. века острво је губило становништво, што је донекле смањено последњих деценија са развојем туризма.

## Становништво
Главно становништво на Симију су Грци. Сими спада у острва са средњом густином насељености међу значајнијим острвима Додеканеза, али је развој туризма протеклих 20ак година допринео просперитету острва и смањењу пада броја становника.

## Привреда
Данас се привреда Симија све више заснива на туризму и поморству, а све мање на традиционалној пољопривреди (маслине, винова лоза, мање јужно воће).
- На острву се налази и Српска кућа и музеј Николе Тесле.

## Галерија
- Колоритне куће
- Сими
- Наутички музеј
- Манастир Панормитис(посвећен Св. Архангелу Михаилу)
- Плаве степенице